# Єльцовка (Єльцовський район)
Єльцо́вка (рос. Ельцовка) — село, центр Єльцовського району Алтайського краю, Росія. Адміністративний центр та єдиний населений пункт Єльцовської сільської ради.

## Населення
Населення — 2861 особа (2010; 3337 у 2002).
Національний склад (станом на 2002 рік):
- росіяни — 96 %

## Персоналії
- Савінова Катерина Федорівна (1926—1970) — радянська російська акторка.